# Turania
Turania település Olaszországban, Lazio régióban, Rieti megyében. Lakosainak száma 234 fő (2023. január 1.). Turania Carsoli, Collalto Sabino, Collegiove, Pozzaglia Sabina és Vivaro Romano községekkel határos.

## Népesség
A település lakossága az elmúlt években az alábbi módon változott:
| Lakosok száma | 232  | 238  | 234  |
|               | 2017 | 2018 | 2023 |